# Janusz Wróbel
Janusz Wróbel (ur. 3 września 1968 w Gdańsku) – polski działacz samorządowy, od 2002 burmistrz Pruszcza Gdańskiego.

## Życiorys
Jest absolwentem politologii na Uniwersytecie Gdańskim (1996). W latach 1994–1996 członek Zarządu Miasta Pruszcz Gdański. Od 1998 do 2002 wicestarosta gdański. Od 19 listopada 2002 burmistrz Pruszcza Gdańskiego. W wyborach samorządowych w 2018 osiągnął jeden z najlepszych wyników w kraju – 83,62% liczby głosów oddanych łącznie na wszystkich kandydatów. Startował z poparciem koalicji Platforma.Nowoczesna Koalicja Obywatelska.
Szef Platformy Obywatelskiej w powiecie gdańskim.